# اليوم الدولي لمكافحة الفساد

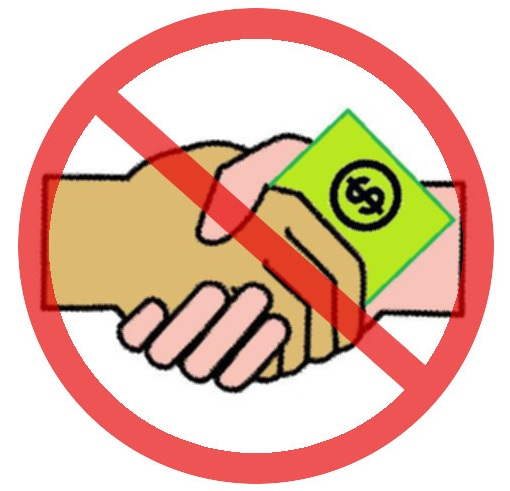
اليوم العالمي لمكافحة الفساد.

اليوم الدولي لمكافحة الفساد أو اليوم العالمي لمكافحة الفساد. اعتمدت الجمعية العامة، في 31 أكتوبر 2003، اتفاقية الأمم المتحدة لمكافحة الفساد وطلبت إلى الأمين العام أن يكلف مكتب الأمم المتحدة المعني بالمخدرات والجريمة بتولي مهام أمانة مؤتمر الدول الأطراف في الاتفاقية.
اختارت الجمعية العامة يوم 9 ديسمبر سنوياً كيوم دولي لمكافحة الفساد، من أجل إذكاء الوعي عن مشكلة الفساد وعن دور الاتفاقية في مكافحته ومنعه. ودخلت الاتفاقية حيّز التنفيذ في كانون الأول/ديسمبر 2005.

## وصلات خارجية
- في اليوم الدولي لمكافحة الفساد ... الجزائر دخلت مرحلة جديدة في محاربة الرشوة على يوتيوب.